# Славянский базар (Томск)
«Славя́нский база́р» — здание в административном центре Томска, где в конце XIX — начале XX веков располагалась одноимённая харчевня (для которой оно и было построено), а в 1992—2018 годах — ресторан с тем же названием. Расположено на площади Ленина, у впадения реки Ушайки в Томь. Является памятником архитектуры регионального значения.

## Архитектура
Кирпичная двухэтажная постройка с подвалом, с четырёхскатной вальмовой крышей стропильной конструкции, покрытой железом. Дом квадратный в плане, главный вход обращён к реке Томь и представляет собой примыкающий к основному зданию одноэтажный объём, завершённый вверху балконом. Общие габариты здания в плане 10,5х10,5 метров.

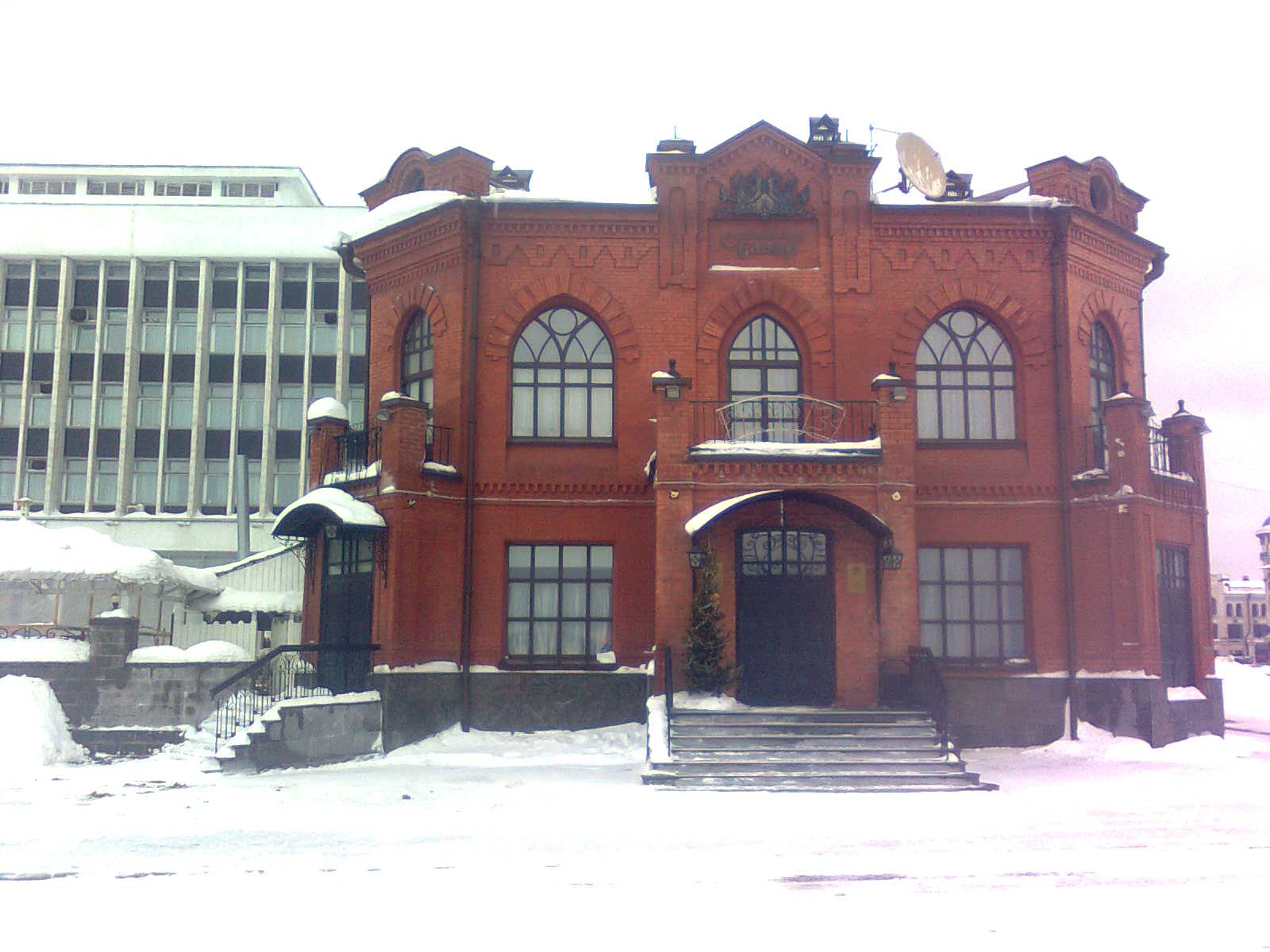
Фасад здания в марте 2013 года.

## История
«Славянский базар» является одним из наиболее ранних, сохранившихся до наших дней, зданий в центральной части города.
В 1882 году группа томских купцов, пожелав за счёт собственных средств построить на берегу Томи корпус лавок, обратилась к городскому архитектору Виктору Хабарову с просьбой сделать проект этого сооружения. Хабаров, выполнив данную работу, заодно также запроектировал и общий вид Гостинодворской площади (ныне — площадь Ленина), где, наряду с прочими постройками, предложил, недалеко от устья Ушайки, разместить харчевню (будущий «Славянский базар») в эклектическом стиле.
Непосредственное строительство здания осуществлено в 1886—1888 годах, по решению Томской городской думы, на средства городского бюджета. В те годы в окрестностях размещался городской базар. Открытие состоялось 23 июля 1889 года.. Здание харчевни город сдавал в аренду. Известен случай судебного разбирательства за право аренды «Славянского базара» между купцами С. Г. Антоновым и Н. Т. Шиловым.
В мае 1890 года харчевню посетил, по дороге на Сахалин, А. П. Чехов, оставивший о Томске весьма нелицеприятные отзывы, однако про данное заведение написал: «Здесь есть Славянский базар. Обеды хорошие…».
В краеведческой литературе упоминается «Буфет от ресторана „Славянский базар“ под управлением М. С. Черных» в Королёвском театре.
После установления Советской власти в Томске заведение национализировали, в начале 1918 года здесь разместилась библиотека для солдат, в 1928 году открылась чайная для крестьян, в 1937 году здание передано Дому колхозника. Затем там размещались различные учреждения, такие как: Морской клуб, комитет ДОСААФ, архив Дома Советов, Центр семьи.
В 1984 году была проведена реконструкция здания, в ходе которой были заложены кирпичной кладкой окна подвала с южной и восточной сторон, разобраны лестницы у боковых входов, а сами эти входы заблокированы.
В 1992 году в здании разместился ресторан «Славянский базар».
В 1999−2002 годах была осуществлена новая реконструкция, в ходе которой изменены интерьеры здания, на стенах развешаны картины и фотографии, запечатлевшие людей Томска и Томской губернии, появились книжные издания, среди которых прижизненное (1903 года) полное собрание сочинений А. П. Чехова.

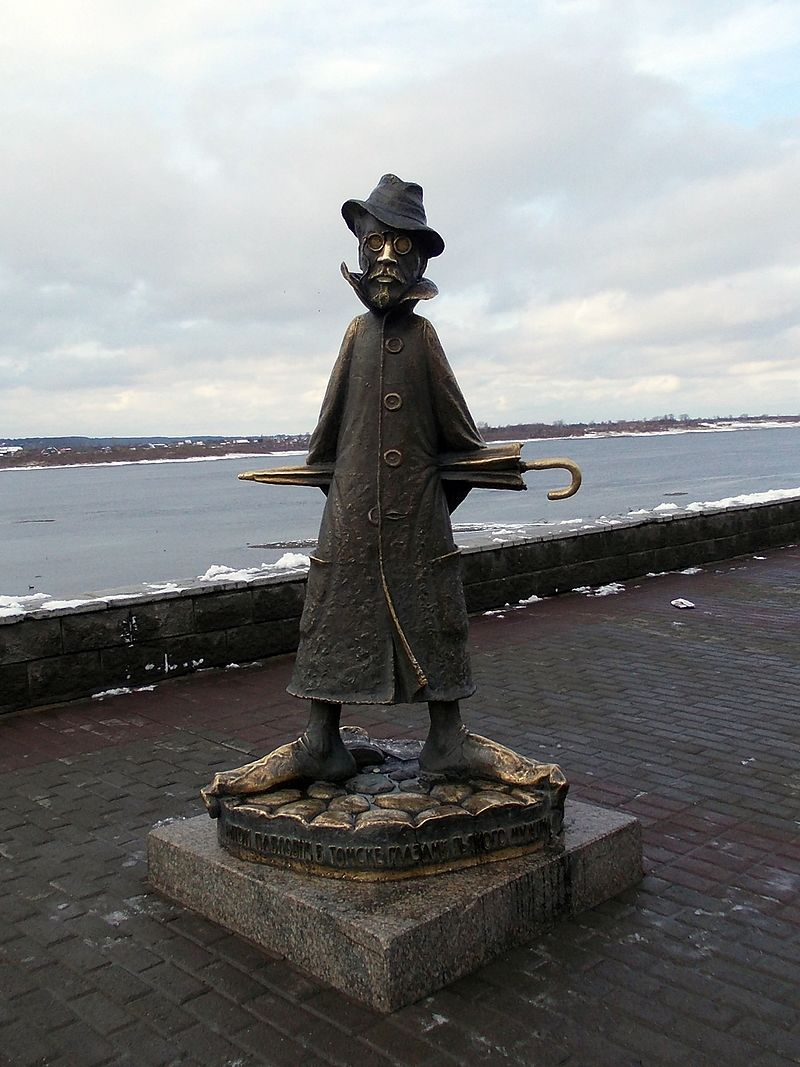
Памятник А. П. Чехову у «Славянского базара».

В 2004 году возле здания, со стороны реки Томь, установлен памятник А. П. Чехову работы скульптора Леонтия Усова.
С 2018 году в помещениях бывшего «Славянского базара» работает ресторан кавказской кухни «Пряности и радости» (франшиза международного холдинга Ginza Project).